# Cenfus del Wessex
Cenfus (... – 674) regnò brevemente sul Wessex (regno anglosassone nell'Inghilterra altomedievale)  dopo la morte del precedente re Cenwalh nel 674.
Alla morte gli succedette il figlio Aescwine.